# Beckomberga
Beckomberga – dzielnica (stadsdel) Sztokholmu, położona w jego zachodniej części (Västerort) i wchodząca w skład stadsdelsområde Bromma. Graniczy z dzielnicami Flysta, Eneby, Bromma Kyrka, Norra Ängby i Råcksta.
Według danych opublikowanych przez gminę Sztokholm, 31 grudnia 2020 r. Beckomberga liczyła 5790 mieszkańców. Powierzchnia dzielnicy wynosi 0,83 km².